# Borova (Ucraina)
Borova (Ucraino: Борова) è un insediamento di tipo urbano (селище міського типу) dell'Ucraina, situato nell'oblast' di Kiev.